# Aubier Dunne

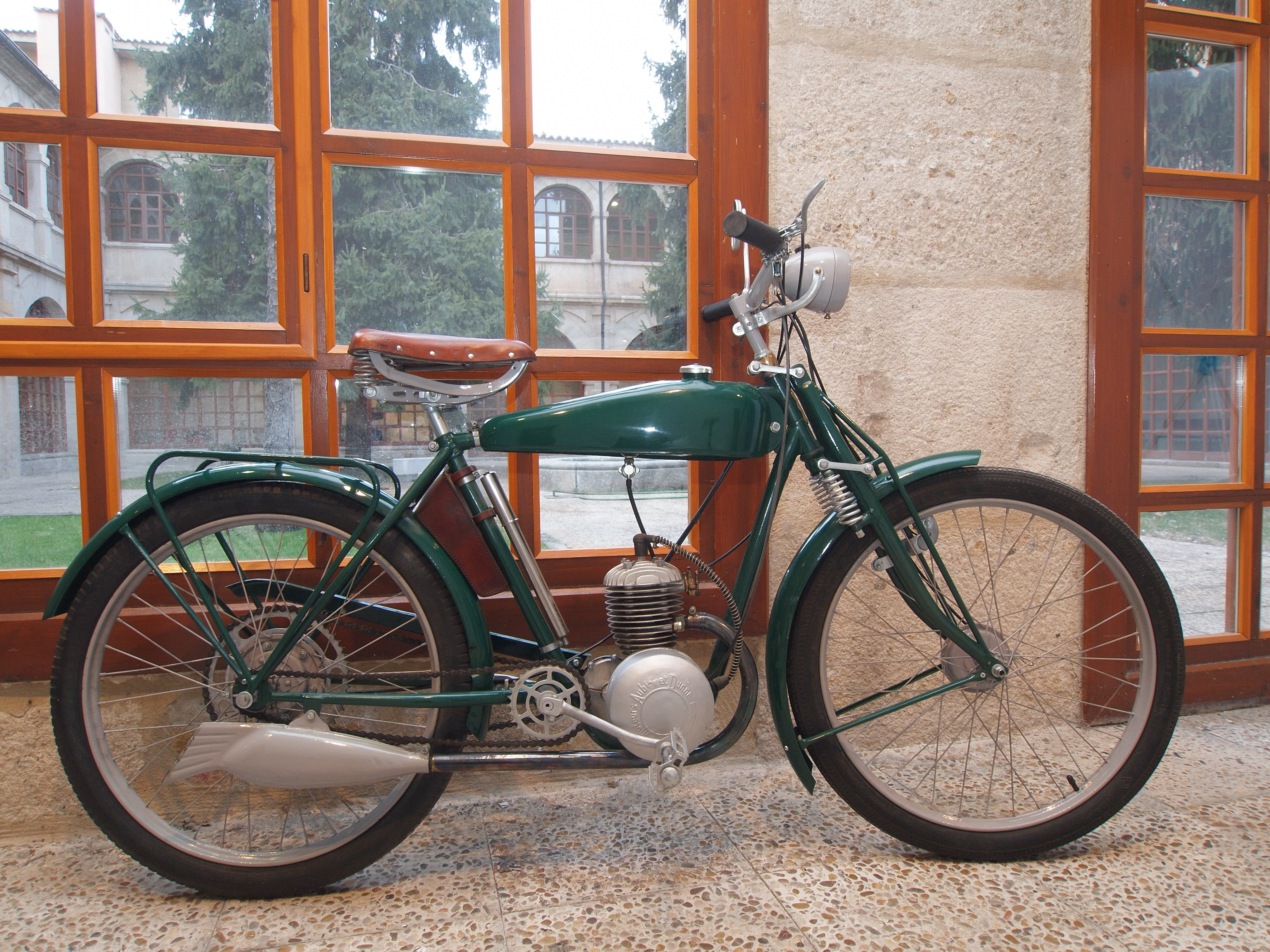
Motor van Aubier Dunne

Aubier Dunne is een historisch Frans merk van motorfietsen en inbouwmotoren.
Het merk werd in 1921 opgericht door Georges Aubier en zijn schoonzoon, de Amerikaan John Dunne. Dunne was na de Eerste Wereldoorlog in het Amerikaanse militaire kamp in Libourne geplaatst. Hij trouwde met Suzanne Aubier, de dochter van Georges. John Dunne was in 1895 in Wenonah (Illinois) geboren als zoon van een Ierse familie. Suzanne en John vestigden zich aanvankelijk ook weer in Illinois, in Magnolia, maar het echtpaar keerde weer snel terug naar Frankrijk, waar Georges en John hun bedrijf opzetten. Het werd een van de grootste leveranciers van inbouwmotoren in Frankrijk.
Van 1926 tot 1929 bouwden ze complete motorfietsen met een eigen 175cc-tweetaktmotor. In 1929 kwam er een zeer moderne 500cc-tweecilinder viertaktmotor met aluminium cilinders en cilinderkoppen en een bovenliggende nokkenas. De nokkenasketting liep in een eigen oliebad. Het was bovendien al een blokmotor (met ingebouwde drieversnellingsbak) en de klant kon kiezen tussen kettingaandrijving en asaandrijving.
Vanaf de jaren dertig leverde Aubier Dunne al zeer gewilde 100- tot 350cc-inbouwmotoren aan andere merken. Ze werden ontwikkeld door de Italiaanse ingenieur Giuseppe Remondini, die in 1930 naar Frankrijk geëmigreerd was. Na een onderbreking door de Tweede Wereldoorlog kwam de productie pas in 1951 weer op gang. Men leverde nog steeds inbouwmotoren, niet alleen voor motorfietsen, maar ook voor lichte vliegtuigen en motoculteurs en bouwde zelf ook nog steeds motorfietsjes van 100- en 125 cc.
Rond 1952 werd het merk overgenomen door Automoto, maar in 1953 verscheen er nog een 175cc-Aubier Dunne.
Tot de klanten van Aubier Dunne behoorden Automoto, Carpio, CMM, Dorion, Dresch, Drevon, Favor, Feminia, Le Grimpeur, Guiller, Hasty, Juncker, Lafour & Nougier, Latscha, Liberia, J.B. Louvet, Lucer, M&P, Marmonnier, Motobloc, Motopedale, MR, Narcisse, New Map, Onoto, Pasquet, Pierton, Poinard, Prester, Scylla, SIC, Suquet, Syphax, Ultima en Verlor.